# Німецьке робітниче товариство
Німецьке робітниче товариство (Deutscher Arbeiterverein) — легальна пролетарська організація для відкритої пропаганди комуністичних ідей. Діяло в 1847—1848 роках в Брюсселі.
Організовано Карлом Марксом в кінці серпня 1847 року за типом лондонського просвітнього товариства німецьких робітників. У червні цього року сталася реорганізація Союзу справедливих в Союз комуністів, Маркс очолив Брюссельський окружний комітет Союзу, для пропаганди його ідей серед робітників Брюсселя і заснував це товариство.
Чисельність членів товариства становила близько 100 осіб, в основному в нього входили робочі німецькі емігранти. 31 грудня 1847 року на вечорі суспільства було присутньо 130 осіб, від імені польської демократії виступив Йоахим Лелевель, з віршами виступала Женні Маркс.
Товариство розгорнуло широку освітню і пропагандистську діяльність, встановило контакт з бельгійськими та лондонськими робочими організаціями. Члени товариства взяли участь в створенні міжнародної Брюссельської демократичної асоціації. Звіти про роботу товариства друкувалися в газеті Deutsche-Brüsseler-Zeitung. На зборах товариства Маркс читав лекції з економіки, так в грудні 1847 року він прочитав низку лекцій про найману працю і капітал — нотатки до яких представяють його роботу «Заробітна плата».
Після Революції 1848 року у Франції, бельгійська влада, побоюючись революційного впливу товариства на робочих, заарештувала і провела висилку багатьох його членів, в тому числі Карла Маркса і секретаря товариства Вільгельма Вольфа. Діяльність товариства припинилася.